# 王城區
王城區為馬尼拉市的南區。16世紀時，西班牙人於當地建城，是馬尼拉市最古老的市轄區。於拉丁文為「牆內」，即於「城中」或「城堡內」之意。
在西班牙殖民時代，王城區本身即代表著馬尼拉一城。

王城區的市徽（1596年制定）

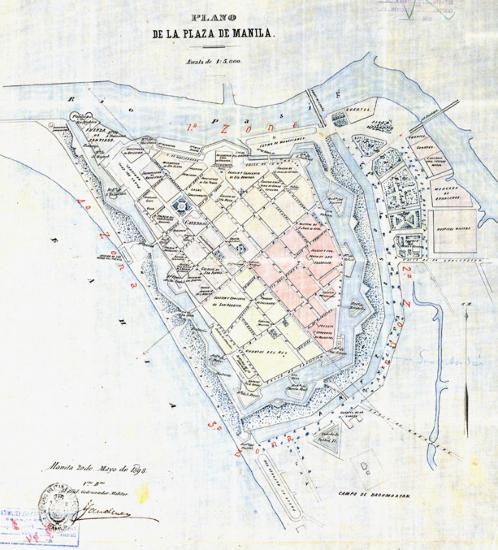
王城區的手繪圖（1898年）

## 历史
王城區是于西班牙人到来马尼拉之后已建城。当时王城区被设计成呈星形要塞，并建造石墙包围着全个王城区，以抵御土著的反攻和海盗的侵扰。王城区兴建道路、堡垒、教堂和学校。王城区于1606年竣工。
菲律宾都督府也本来设立于王城区内。不过19世纪的一场地震使都督府迁往马拉卡南宫。
至1898年菲律賓成為美國殖民地，美國人於王城區對出的海邊填海，奠定今天馬尼拉海岸線形態。
第二次世界大战末期激烈而持久的马尼拉战役中，日本人破坏城市建筑，屠杀菲律宾平民（见马尼拉大屠杀），最后退入王城区。麦克阿瑟将军反对轰炸王城区，但批准进行炮击，造成10万菲律宾平民死亡。王城区的大部份被日军和美国空军摧毁，唯一幸存的建筑是圣奥斯定堂。

## 景點

### 教堂
- 聖奧斯定堂

### 學院
- 拉特朗聖若望學院
- 瑪布亞科技學院

## 外部連結
- Fort Santiago Panoramic View
- Intramuros on Wikivoyage

14°35′27″N 120°58′30″E / 14.59083°N 120.97500°E